# 包括的核実験禁止条約
包括的核実験禁止条約（ほうかつてきかくじっけんきんしじょうやく、Comprehensive Nuclear Test Ban Treaty、略称：CTBT）は、宇宙空間、大気圏内、水中、地下を含むあらゆる空間での核兵器の核実験による爆発、その他の核爆発を禁止する条約である。なお現在存在する、或いは開発中の核融合炉の多くは、瞬間的に核融合を生じさせる方式で、極小規模な核融合爆発と言って良い。
1996年9月10日、国際連合総会によって採択され、日本は1996年9月24日に署名、1997年7月8日に批准した。2024年10月現在で186カ国が署名、178カ国が批准しているが、発効要件国（核兵器保有国を含む44か国）の批准が完了していないため未発効である。

## 概要
この条約では、あらゆる空間（宇宙空間、大気圏内、水中、地下）における核実験の実施、核爆発を禁止している（第1条）。これは、部分的核実験禁止条約において禁止されていなかった地下核実験をも禁止対象とする。また、検証制度や監視機関である包括的核実験禁止条約機関(CTBTO)の設置（第2条）も盛り込まれている。さらに、検証制度についても規定がなされている。

## 採択までの経過
第二次世界大戦終結後、核兵器の保有、開発競争が繰り広げられ、様々な核実験が行われた。しかしながら、核兵器のリスク、残酷さが徐々に明らかになる一方、民衆の反核運動が盛んになり、1955年8月6日には初めての原水爆禁止世界大会が開催されるなど、大きな関心を呼んだ。その後、世界的に核実験反対への動きが見られ始めた。その後、1959年9月、核保有国が主体となってジュネーヴ軍縮会議の前身である、10か国軍縮委員会が設立された。
この軍縮委員会の成果として、1963年8月、アメリカ合衆国、イギリス、ソビエト連邦によって、部分的核実験禁止条約が署名されたが、地下核実験を容認するなど抜け道もあった。
1994年1月、ジュネーヴ軍縮会議は地下核実験の禁止を含む本条約の交渉に入った。交渉は長期にわたって続けられたが、インドなどの反対によって会議での採択には至らなかった。しかし、本条約に対する世界的な支持を背景として、オーストラリアが中心となり、この条約案を国際連合総会に提出し、1996年9月、圧倒的多数の支持によって採択された。

## 現状
この条約の発効には1996年6月時点で、ジュネーヴ軍縮会議の構成国であり、かつ国際原子力機関の『世界の動力用原子炉』および『世界の研究用原子炉』に掲載されている44か国すべての批准が必要であると第14条で規定しているが、アメリカ合衆国（外務省ホームページによると他にイスラエル、イラン、エジプト、中華人民共和国の5か国）が署名のみで批准せず、朝鮮民主主義人民共和国、インド、パキスタンの3か国は署名していない。以上8か国が未批准であるため、2018年現在、発効していない。
CTBTOによる国際監視制度のための監視観測所整備は進められており、2016年11月時点で計画337ヶ所中、304ヶ所が完成している。
なお、核爆発を伴わない臨界前核実験（未臨界核実験）は、当条約の対象ではないため、採択後もアメリカとロシアで臨界前核実験は繰り返し行われている。なお、未臨界核実験は核分裂を伴わない実験のため、核開発後進国から、既に技術の蓄積がある核保有国にとってのみ有利な条約との指摘がある。
採択以降、1998年5月、インド、パキスタンが核実験を実施、核保有を宣言した。さらに、朝鮮民主主義人民共和国は2006年以降、核実験を繰り返し（北朝鮮核問題）、ロシアでは2023年10月18日に下院で「CTBTの批准を撤回する法案を全会一致」により可決し、プーチン大統領が2023年11月2日にその法案に署名し即時発効したことなどで、当条約自体の有名無実化が懸念されている。また、CTBTの署名開放から25年となる2022年9月、ツバル、ガンビア、ドミニカ、東ティモール、赤道ギニア、サントメ・プリンシペが、2023年にソロモン諸島が、2024年にパプアニューギニアが新たに批准し、締約国数は178か国となった。

## 日本国内の観測所
現在、以下の場所にCTBTの認証済み観測所が設置されている。
| 住所               | 場所                               | 名称                       |
| ------------------ | ---------------------------------- | -------------------------- |
| 群馬県高崎市       | 高崎量子応用研究所                 | 高崎放射性核種監視観測所   |
| 沖縄県国頭郡恩納村 | 宇宙航空研究開発機構沖縄宇宙通信所 | 沖縄放射性核種監視観測所   |
| 茨城県東海村       | 原子力科学研究所                   | 東海公認実験施設           |
| 長野県長野市       | 気象庁松代地震観測所               | 松代主要地震学的監視観測所 |
| 千葉県いすみ市     |                                    | 夷隅微気圧振動監視観測所   |

## 批准・署名状況
| 国           | 附属文書2要件国（条約発効要件国） | 非附属文書2要件国 | 合計 | 加盟資格                                                                         |
| ------------ | --------------------------------- | ----------------- | ---- | -------------------------------------------------------------------------------- |
| 署名・批准国 | 36                                | 138               | 174  | CTBT加盟国 核実験全面禁止機構準備委員会加盟国 核実験全面禁止機構加盟国（発効後） |
| 署名国       | 5                                 | 8                 | 13   | 核実験全面禁止機構準備委員会加盟国                                               |
| 非署名国     | 3                                 | 8                 | 11   |                                                                                  |
| 合計         | 44                                | 152               | 196  |                                                                                  |

### 署名したが批准はしていない国
| 国                   | 附属文書 | 署名           |
| -------------------- | -------- | -------------- |
| 中国                 | 1, 2     | 1996年9月24日  |
| コモロ               | 1        | 1996年12月12日 |
| エジプト             | 1, 2     | 1996年10月14日 |
| イラン               | 1, 2     | 1996年9月24日  |
| イスラエル           | 1, 2     | 1996年9月25日  |
| ネパール             | 1        | 1996年10月8日  |
| パプアニューギニア   | 1        | 1996年9月25日  |
| サントメ・プリンシペ | 1        | 1996年9月26日  |
| ソロモン諸島         | 1        | 1996年10月3日  |
| 赤道ギニア           | 1        | 1996年10月9日  |
| スリランカ           | 1        | 1996年10月24日 |
| アメリカ             | 1, 2     | 1996年9月24日  |
| イエメン             | 1        | 1996年9月30日  |

### 署名していない国
| 国                     | 附属文書 |
| ---------------------- | -------- |
| ブータン               | 1        |
| キューバ               | 1        |
| インド                 | 1, 2     |
| モーリシャス           | 1        |
| 朝鮮民主主義人民共和国 | 1, 2     |
| パキスタン             | 1, 2     |
| サウジアラビア         | 1        |
| ソマリア               | 1        |
| 南スーダン             | 1        |
| シリア                 | 1        |
| トンガ                 | 1        |

加えて、国際連合総会オブザーバーであるパレスチナ国も署名していない。
2023年11月、ロシアが批准を撤回した。